# 桑迪格爾奇 (加利福尼亞州)
桑迪格爾奇（英語：Sandy Gulch）是位於美國加利福尼亞州卡拉韋拉斯縣的一個非建制地區。該地的面積和人口皆未知。

## 地理
桑迪格爾奇的座標為38°22′49″N 120°31′58″W / 38.38028°N 120.53278°W，而該地的平均海拔高度為700米（即2592英尺）。